# Ferenc Wesselényi
Le comte Ferenc Wesselényi de Hadad et Murány, né en 1605 à Zólyomlipcse, et mort le 23 mars 1667, est un commandant militaire hongrois et palatin de la Hongrie royale de 1655 à sa mort.

## Biographie
Ferenc Wesselényi est né en 1605 à Zólyomlipcse. Il est le fils d'István Wesselényi, conseiller de la cour royale de Ferdinand II d'Autriche. Il fit ses études au collège jésuite de Nagyszombat, où il se convertit au catholicisme. Sa grande force physique et son tempérament farouche le prédestinèrent à une carrière militaire. Dès sa jeunesse, il participa à plusieurs batailles contre les Turcs ottomans. Il combattit également aux côtés du roi Ladislas IV de Pologne avec une troupe de hongrois contre les Russes et les Tatars, ce qui lui valut la citoyenneté polonaise et un manoir d'une valeur de 100 000 thalers. Il fut élevé au rang de comte par Ferdinand II et reçut également le commandement du château de Fülek. En 1647, il fut nommé général et s'en alla combattre les Suédois puis affronta plus tard le prince Georges II Rákóczi de Transylvanie. En 1644, il s'empara du château de Muráň avec l'aide de Maria Széchy, qu'il épousa. Pour cet acte, le roi Ferdinand lui fit cadeau dudit château ainsi que celui de Balog.
Le 15 mars 1655, il fut élu palatin par la Diète de la Hongrie royale à Presbourg. À ce titre, il fut présent au couronnement de Léopold Ier, empereur du Saint-Empire. En 1661, il eut des difficultés avec des troupes impériales révoltées qui ne voulaient pas quitter la Hongrie royale. En 1662, il prit une part active aux débats politiques sur les questions protestantes en faveur de la noblesse protestante. En 1663, il combattit les Ottomans pendant la guerre austro-turque. En 1665, il participa à la conjuration des magnats et se joignit aux conspirateurs qui tenaient leurs réunions dans les bains de Trenčín et de Zvolen. Il mourut avant que la conspiration ne soit découverte. Sa veuve fut internée à Vienne en représailles et ses biens furent confisqués.